# Влада Евгенија Поповића
Након краткотрајне владе генерала Мила Матановића (4. I 1917 - 29. V 1917), указом краља Николе од 29. V 1917. године формирана је влада на челу са Евгенијем Поповићем. Поповић је био бивши дугогодишњи црногорски генерални конзул у Риму, док су остали министри били мање значајни чиновници. Ова влада залагала се да Црна Гора очува своју државност, а да у случају југословенског уједињења у нову заједницу уђе као њен равноправни члан. Поповића на мјесту предсједника владе замјењује Јован Пламенац, којег је на мјесто предсједника декретом поставио краљ Никола 4. (17) II 1919. године.

## Чланови владе
| Функција                              | Слика     | Име и презиме      | Детаљи                                |
| ------------------------------------- | --------- | ------------------ | ------------------------------------- |
| Предсједник Министарског Савјета      |           | Евгеније Поповић   |                                       |
| Министар Спољних Послова              |           | Евгеније Поповић   |                                       |
| Министар Финансија и Грађевина        |           | Мило М. Вујовић    |                                       |
| Министар Правде                       |           | Вељко Милићевић    | до 2. (15.) септембра 1917.           |
| Министар Правде                       |           | Перо Ђ. Шоћ        | заступник од 2. (15.) септембра 1917. |
| Министар Просвјете и Црквених Послова |           | Вељко Милићевић    | заступник до 2. (15.) септембра 1917. |
| Министар Просвјете и Црквених Послова |           | Перо Ђ. Шоћ        | од 2. (15.) септембра 1917.           |
| Министар Унутрашњих Послова           |           | Нико М. Хајдуковић |                                       |
| Министар Војни                        | заступник | Нико М. Хајдуковић |                                       |